# Тшусколонь
Тшусколонь (пол. Trzuskołoń) — село в Польщі, у гміні Неханово Гнезненського повіту Великопольського воєводства.
Населення — 313 осіб (2011).
У 1975-1998 роках село належало до Познанського воєводства.

## Демографія
Демографічна структура станом на 31 березня 2011 року:
|          | Загалом | Допрацездатний вік | Працездатний вік | Постпрацездатний вік |
| -------- | ------- | ------------------ | ---------------- | -------------------- |
| Чоловіки | 162     | 39                 | 106              | 17                   |
| Жінки    | 151     | 36                 | 84               | 31                   |
| Разом    | 313     | 75                 | 190              | 48                   |